# Elliot Goldenthal
Elliot Goldenthal (2 de mayo de 1954, Brooklyn, Nueva York) es un compositor estadounidense de música clásica contemporánea. Fue discípulo de Aaron Copland y John Corigliano y es bien conocido por su capacidad para mezclar varios estilos y técnicas musicales de una forma original y elegante.
Entre sus obras destacan las bandas sonoras de Alien 3, Entrevista con el vampiro, Heat, Esfera o Final Fantasy: The Spirits Within, así como las dos entregas de Batman dirigidas por Joel Schumacher, y Frida, película por la cual consiguió el Óscar a la mejor banda sonora en 2002.

## Biografía
Nacido el 2 de mayo de 1954, hijo de un pintor y una costurera en Brooklyn, Nueva York. Asistió al Instituto John Dewey donde a la edad de 14 años estrenó su primer ballet, siguiendo su actitud ecléctica musical en varios grupos de rock durante la década de los 70. Tras esto ingresó en la prestigiosa Manhattan School of Music donde conoció a Aaron Copland y John Corigliano, dos de sus profesores a los que admiró. Tras acabar sus estudios consiguió su BA, el mayor premio musical por entonces.
Actualmente vive en Nueva York con su compañera Julie Taymor, a la que conoció por un amigo común, que le dijo "conozco a una persona cuyo trabajo es tan grotesco como el tuyo". Ambos tienen un apartamento donde viven y trabajan.

## Películas
- 1979: Cocaine Cowboys
- 1980: Blank Generation
- 1989: Drugstore Cowboy
- 1989: El Cementerio Viviente
- 1992: Alien 3
- 1993: Golden Gate
- 1993: Demolition Man
- 1994: Entrevista con el vampiro (Geffen GED24719)
- 1994: Cobb
- 1995: Heat
- 1995: Batman Forever
- 1996: Tiempo de Matar
- 1996: Michael Collins
- 1997: El Tiempo de la Felicidad
- 1997: Batman y Robin
- 1998: The Butcher Boy
- 1999: Esfera
- 1999: Titus
- 1999: Dentro de mis sueños
- 2001: Final Fantasy: The Spirits Within
- 2002: Frida (ganador del Óscar, UMG Soudtracks 474 150-2)
- 2002: El Buen Ladrón
- 2003: S.W.A.T. Los Hombres de Harrelson
- 2007: Across The Universe
- 2009: Enemigos públicos
- 2009: The Tempest
- 2017: Nosotros en la noche

## Premios y distinciones
Premios Óscar
| Año  | Categoría                  | Película                  | Resultado |
| ---- | -------------------------- | ------------------------- | --------- |
| 1995 | Mejor banda sonora         | Entrevista con el vampiro | Nominado  |
| 1997 | Mejor banda sonora - Drama | Michael Collins           | Nominado  |
| 2003 | Mejor banda sonora         | Frida                     | Ganador   |
| 2003 | Mejor canción original     | Frida                     | Nominado  |